# Ludwig Samuel Kühne
Samuel Ludwig Bogislav Kühne (Louis) (* 15. Februar 1786 in Wanzleben; † 3. April 1864 in Berlin) war ein deutscher Beamter und Politiker.

## Familie
Louis Kühne war der zweite Sohn des Domänenpächters und Amtsrats Friedrich Ludwig (Louis) Kühne in Wanzleben und dessen erster Ehefrau Luise Christiane Elisabeth geborene Sibeth (1735–1786), der Tochter des Oberamtsrates Samuel Georg Sibeth und der Charlotte Marie geborene Benecke. Louis Kühne, der evangelischer Konfession war, blieb unverheiratet.

## Leben
Louis Kühne erhielt zunächst Hausunterricht bei seiner Stiefmutter und besuchte 1797–1803 das Pädagogium des Klosters Berge bei Magdeburg unter Johann Gottfried Gurlitt und studierte anschließend 1803 bis 1805 Kameralistik in Erlangen. Die Universitätsprüfung legte er mit cum laude ab und wurde 1806 Referendar bei der Kriegs- und Domänenkammer in Plock. Aufgrund des Tilsiter Friedens wurde die Behörde aufgelöst und Kühne an die Kriegs- und Domänenkammer in Magdeburg versetzt. 1808 bis 1814 stand er in Diensten des Königreichs Westphalen. Er war dort zunächst Vorsteher des Büros des Präfekten des Elbdepartements, Friedrich Christoph Daniel Graf von der Schulenburg. 1809 wurde er Bürovorsteher beim Fuldadepartment in Kassel unter dem Präfekten August von Reiman. 1810 wechselte er als Sekretär zu Unterpräfektur in Nienburg und 1812 als Staatsratsauditeur und Unterpräfekten nach Braunschweig. 1814 wurde er stellvertretender Rat bei des Landesdirektion des 3. Departements des königlich preußischen Gouvernements Elbe und Weser in Heiligenstadt und dann bei der Regierung in Halberstadt, wo er hauptsächlich mit Militärsachen befasst war. 1816 wurde er Regierungsrat in Erfurt und 1819 Hilfsarbeiter im Finanzministerium in Berlin. In dieser Funktion war aktiv an den Arbeiten zu Steuerreformen und -gesetzen (Einführung einer Klassensteuer, einer Mahl- und Schlachtsteuer sowie einer Gewerbesteuer) beteiligt. Dort wurde er 1820 zum Geheimen Finanzrat und 1828 zum Geheimen Oberfinanzrat und 1842 Wirklichen geheimen Oberfinanzrat befördert, zeichnete in dieser Funktion Gesetze mit ab. 1842 wurde er Generalsteuerdirektor.
Er war enger Mitarbeiter des jeweiligen Finanzminister und wirkte bei den der Gründung des Zollvereins und später bei der Verschmelzung des preußisch-hessischen und süddeutschen Zollvereins mit. Er war preußischer Bevollmächtigter für die Verhandlungen mit Sachsen und den süddeutschen Staaten. Kühne war mehrfach interimistischer Leiter des Finanzministeriums und lehnte mehrere Angebote, selbst Finanzminister zu werden, ab. Am 1. März 1849 trat er in den Ruhestand, blieb aber Mitglied der Oberexaminationskommission.

## Politik
1849 bis 1852 war er Mitglied der I. Preußischen Kammer, 1852 bis 1863 der II. Preußischen Kammer bzw. des Abgeordnetenhauses. 1862 war er dort Alterspräsident. 1850 war er Mitglied des Volkshauses des Erfurter Unionsparlaments. Vom 13. März 1841 bis 1854 war er Mitglied im Preußischen Staatsrat.

## Auszeichnungen
Am 18. Mai 1859 wurde er zum Wirklichen Geheimen Oberfinanzrat mit Anrede Exzellenz ernannt. Er war Träger folgender Orden:
- Roter Adlerorden 2. Klasse mit Stern und Eichenlaub
- Roter Adlerorden 1. Klasse, u. zuvor 3. Klasse mit Schleife[4]
- Kommandeur 2. Klasse des Großherzoglich badischen Zähringer Löwenordens
- Kommandeur des Zivilverdienstordens der Bayerischen Krone
- Großoffizier des belgischen Leopoldordens
- Kommandeur 2. Klasse des Kurfürstlich Hausordens von Goldenen Löwen
- Kommandeur 2. Klasse des Großherzoglich Hessischen Ludwigsordens
- Kommandeur des Königlich sächsischen Zivilverdienstordens
- Kommandeur 2. Klasse des Großherzoglich sachsen-weimarischen Hausordens der Wachsamkeit oder vom weißen Falken
- Kommandeur des Königlich württembergischen Kronenordens

## Werke
- Ueber den deutschen Zollverein. 1836. Int. Reprint: 2015.
- Der Deutsche Zollverein während der Jahre 1834 bis 1845. 1846
- Zur handelspolitischen Frage. Aufsätze, 1852.

## Belege
1. ↑  J. Gurlitt: Ueber die Gemmenkunde. Zur Ankündigung einer Schulfeierlichkeit im Klsoter Bergen am 29. März um 2 Uhr und am 30. März um halb 2 Uhr. Georg Christian Keil, Magdeburg 1798, S. 50.
2. ↑  Karl Braun (Hrsg.): Vierteljahresschrift für Volkswirtschaft, Politik und Kulturgeschichte. 28. Jahrgang, 1. Band, F. A. Herbig, Berlin 1891, S. 12.
3. ↑  Gesetz-Sammlung für die Königlich Preußischen Staaten. 1831. Nr. 1 bis incl. 19. Selbstverlag Gesetz-Sammlungs-Debits- und Zeitungs-Komtoir, Berlin 1831, S. 242.
4. ↑  Gesetz-Sammlung für die Königlich Preußischen Staaten. 1833. Nr. 1 bis incl. 24. Selbstverlag Gesetz-Sammlungs-Debits- und Zeitungs-Komtoir, Berlin 1833, S. 233.

| Personendaten    | Personendaten                                      |
| ---------------- | -------------------------------------------------- |
| NAME             | Kühne, Ludwig Samuel                               |
| ALTERNATIVNAMEN  | Kühne, Samuel Ludwig Bogislav (vollständiger Name) |
| KURZBESCHREIBUNG | deutscher Beamter und Abgeordneter                 |
| GEBURTSDATUM     | 15. Februar 1786                                   |
| GEBURTSORT       | Wanzleben                                          |
| STERBEDATUM      | 3. April 1864                                      |
| STERBEORT        | Berlin                                             |